# Corabia nebunilor (film din 1965)
Corabia nebunilor (titlu original: Ship of Fools) este un film american din anul 1965 în regia lui Stanley Kramer, în care sunt  surprinse aspecte din viața unor pasageri la bordul unui vapor transatlantic, acțiunea filmului având loc la începutul anior 1930. 
Filmul are o distribuție de zile mari, având printre protagoniști Vivien Leigh, Simone Signoret, Oskar Werner, José Ferrer, Lee Marvin,  Michael Dunn, Elizabeth Ashley, George Segal, José Greco și Heinz Rühmann. Scenariul aparține lui Abby Mann, având la bază romanul omonim al scriitoarei Katherine Anne Porter. 

## Distribuție
- Vivien Leigh - Mary Treadwell
- Simone Signoret - La Condesa
- José Ferrer - Siegfried Rieber
- Lee Marvin - Bill Tenny
- Oskar Werner - Doctor Wilhelm Schumann, medicul vasului
- Elizabeth Ashley - Jenny Brown
- George Segal - David Scott
- José Greco - Pepe, dansatorul de flamenco
- Barbara Luna - dansatoarea de flamenco Amparo
- Michael Dunn - Karl Glocken
- Charles Korvin - Thiele, căpitanul vasului
- Heinz Rühmann - Julius Löwenthal
- Alf Kjellin - domnul Freytag
- Christiane Schmidtmer - Lizzi Spöckenkieker
- Werner Klemperer - ofițerul Huebner
- Stanley Adams - profesorul Hutten
- Lilia Skala - doamna Hutten
- John Wengraf - Graf, un credincios
- Charles De Vries - Johann, nepotul lui
- Olga Fabian - doamna Schmitt
- Gila Golan - Elsa Lutz
- Oscar Beregi Jr. - domnul Lutz
- Kaaren Verne - doamna Lutz
- David Renard - sculptorul în lemn

## Premii și nominalizări
- 1966 - Premii Oscar
  - Cea mai bună imagine lui Ernest Laszlo
  - Cele mai bune decoruri lui Robert Clatworthy și Joseph Kish
  - Nominalizare Cel mai bun film lui Stanley Kramer
  - Nominalizare Cel mai bun actor lui Oskar Werner
  - Nominalizare Cea mai bună actriță lui Simone Signoret
  - Nominalizare Cel mai bun actor în rol secundar lui Michael Dunn
  - Nominalizare Cel mai bun scenariu adaptat lui Abby Mann
  - Nominalizare Cele mai bune costume lui Bill Thomas și Jean Louis
- 1966 - Globul de Aur
  - Nominalizare Cel mai bun film dramatic
  - Nominalizare Cel mai bun actor de dramă lui Oskar Werner
  - Nominalizare cea mai bună actriță (dramă) a Simone Signoret
- 1966 - Premii BAFTA
  - Cel mai bun actor lui Oskar Werner
  - Cea mai bună actriță lui Simone Signoret
- 1965 - National Board of Review Award
  - Cel mai bun actor  lui Lee Marvin
- 1965 - New York Film Critics Circle Award
  - Cel mai bun actor  lui Oskar Werner